# Burnt Weeny Sandwich
Burnt Weeny Sandwich je studiové album americké experimentální rockové skupiny The Mothers of Invention, vydané v roce 1970. Album produkoval Frank Zappa.

## Seznam skladeb
Všechny skladby napsal Frank Zappa, pokud není uvedeno jinak.
| Strana 1 | Strana 1                        | Strana 1    | Strana 1 |
| Pořadí   | Název                           | Autor       | Délka    |
| -------- | ------------------------------- | ----------- | -------- |
| 1.       | W-P-L-J                         | Four Deuces | 3:02     |
| 2.       | Igor's Boogie, Phase One        |             | 0:40     |
| 3.       | Overture to a Holiday in Berlin |             | 1:29     |
| 4.       | Theme From Burnt Weeny Sandwich |             | 4:35     |
| 5.       | Igor's Boogie, Phase Two        |             | 0:35     |
| 6.       | Holiday in Berlin, Full Blown   |             | 6:27     |
| 7.       | Aybe Sea                        |             | 2:45     |

| Strana 2 | Strana 2                       | Strana 2                 | Strana 2 |
| Pořadí   | Název                          | Autor                    | Délka    |
| -------- | ------------------------------ | ------------------------ | -------- |
| 1.       | Little House I Used to Live In |                          | 18:42    |
| 2.       | Valarie                        | Jackie and the Starlites | 3:14     |

## Sestava
- Frank Zappa – kytara, zpěv, varhany
- Jimmy Carl Black – bicí, perkuse
- Roy Estrada – baskytara, zpěv
- Janet Ferguson – zpěv
- Bunk Gardner – roh, dřevěné nástroje
- Buzz Gardner - trubka
- Lowell George – kytara
- Don "Sugarcane" Harris – housle, zpěv
- Don Preston – baskytara, piáno, klávesy
- Jim Sherwood – kytara, zpěv
- Art Tripp – bicí, perkuse
- Ian Underwood – piáno, klávesy, kytara